# دانيال فويجت
دانيال فويجت (بالهولندية: Daniël Voigt)‏ هو لاعب كرة قدم هولندي في مركز الدفاع، ولد في 4 نوفمبر 1977 في زوتفن في هولندا. لعب مع دي غرافشاب ودين بوستش وفورتونا سيتارد ونادي آيندهوفن وهيلموند سبورت.